# Canadian Vickers Varuna
Canadian Vickers Varuna là một loại tàu bay của Canada, do hãng Canadian Vickers chế tạo trong thập niên 1920.

## Biến thể
- Varuna I
- Varuna II

## Tính năng kỹ chiến thuật (Varuna II)
Dữ liệu lấy từ 
Đặc tính tổng quát
- Kíp lái: 2 (+1 người chụp ảnh)
- Sức chứa: 4 hành khách
- Chiều dài: 38 ft 3 in (11,66 m)
- Sải cánh: 55 ft 3 in (16,84 m)
- Chiều cao: 13 ft 9,5 in (4,204 m)
- Diện tích cánh: 715 foot vuông (66,4 m2)
- Trọng lượng rỗng: 4.325 lb (1.962 kg)
- Trọng lượng có tải: 6.315 lb (2.864 kg)
- Động cơ: 2 × Armstrong Siddeley Lynx IV , 180 hp (130 kW)  mỗi chiếc

Hiệu suất bay
- Vận tốc cực đại: 70 kn; 130 km/h (81 mph)
- Trần bay: 7.800 ft (2.400 m)